# Кичигинская
Кичигинская — деревня в Тарногском районе Вологодской области.
Входит в состав Верховского сельского поселения, с точки зрения административно-территориального деления — в Верховский сельсовет.
Расстояние по автодороге до районного центра Тарногского Городка — 47 км, до центра муниципального образования Верховского Погоста — 9 км. Ближайшие населённые пункты — Олиховская, Першинская-2, Карелинская-2, Ляпинская.
По переписи 2002 года население — 14 человек.